# Konrad Raiser

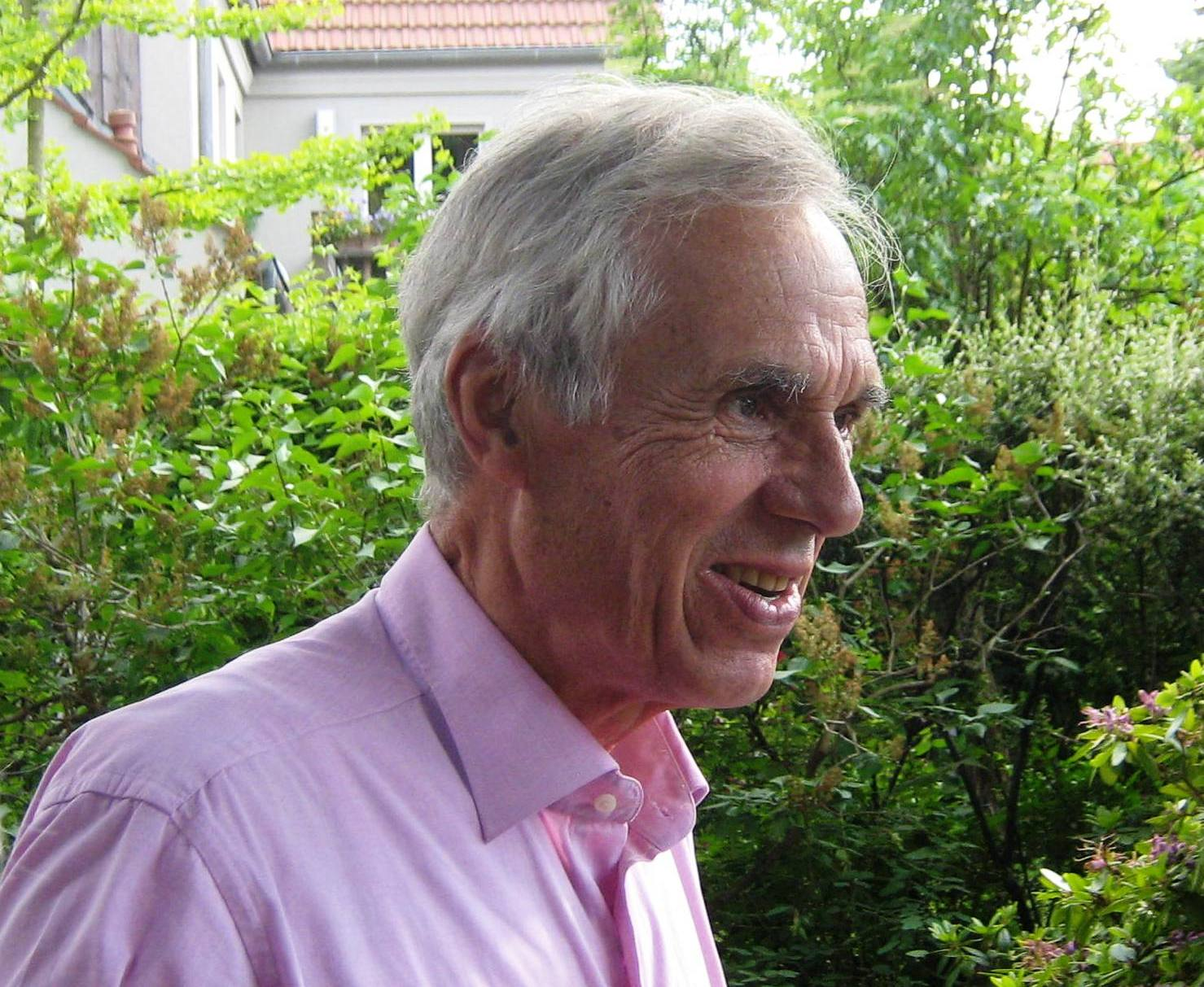
Konrad Raiser 2012

Konrad Raiser (* 25. Januar 1938 in Magdeburg) ist ein deutscher evangelischer Theologe. Er war von August 1992 bis Dezember 2003 Generalsekretär des Ökumenischen Rates der Kirchen.

## Leben und Werk
Raiser, Sohn des Juristen Ludwig Raiser, wuchs in Schwerin, Göttingen, Bad Godesberg und Tübingen auf. Nach dem Abitur 1957 in Tübingen studierte er an der Eberhard Karls Universität Tübingen, der Kirchlichen Hochschule Bethel, der Ruprecht-Karls-Universität Heidelberg und der Universität Zürich Evangelische Theologie. Sein Erstes theologisches Examen legte er 1963 in Tübingen ab. Von 1963 bis 1965 war Raiser Vikar der  Württembergischen Landeskirche. Danach studierte er 1965/66 Soziologie und Sozialpsychologie an der Harvard University. Anschließend war Raiser Wissenschaftlicher Assistent am Lehrstuhl für Praktische Theologie der evangelisch-theologischen Fakultät Tübingen, wo er 1970 mit einer Dissertation über die Sozialphilosophie von George Herbert Mead promovierte.
Im März 1967 heirateten Konrad Raiser und Bertha Elisabeth Freiin von Weizsäcker, Tochter des Physikers und Philosophen Carl Friedrich von Weizsäcker. Aus der Ehe gingen vier Söhne hervor.
Der  Theologe wurde 1969 Mitarbeiter des Ökumenischen Rates der Kirchen in Genf, wo er 1973 zum stellvertretenden Generalsekretär ernannt wurde. Eine Berufung zum Professor für Systematische Theologie an die evangelisch-theologische Fakultät der Ruhr-Universität Bochum erhielt Konrad Raiser 1983. Zugleich war er Direktor des Ökumenischen Instituts der Fakultät. 1990 unterschrieb er im Namen eines ökumenischen Initiativkreises, dem auch Ulrich Duchrow, Heino Falcke und Joachim Garstecki angehörten, die „Berliner Erklärung von Christen aus beiden deutschen Staaten“. Im August 1992 wurde Raiser zum Generalsekretär des Ökumenischen Rates der Kirchen gewählt. Er trat sein Amt im Januar 1993 an und wurde 1996 und 2002 in seinem Amt bestätigt. Seit 2004 lebt Raiser im Ruhestand in Berlin.

## Auszeichnungen
Konrad Raiser ist Ehrendoktor der Theologischen Akademie Budapest (1992), der Universität Genf (1996) und der Universität Hamburg (2010). Das Große Bundesverdienstkreuz mit Stern und Schulterband wurde ihm von Bundespräsident Johannes Rau 2004 verliehen.

## Schriften (Auswahl)
- Identität und Sozialität. George Herbert Meads Theorie der Interaktion und ihre Bedeutung für die theologische Anthropologie (= Gesellschaft und Theologie. Abt. Sozialwissenschaftliche Analysen Bd. 4). Matthias-Grünewald-Verlag, München 1971, ISBN 3-459-00776-1 (= Dissertation Universität Tübingen).

- Ökumene im Übergang. Paradigmenwechsel in der ökumenischen Bewegung? Kaiser, München 1989, ISBN 3-459-01818-6.

- Wir stehen noch am Anfang. Ökumene in einer veränderten Welt. Gütersloher Verlagshaus, Gütersloh 1994, ISBN 3-579-02002-1.

- Ernstfall des Glaubens. Kirche sein im 21. Jahrhundert (= Bensheimer Hefte, Bd. 90). Vandenhoeck & Ruprecht, Göttingen 1999, ISBN 3-525-87180-5.

- Hoffen auf Gerechtigkeit und Versöhnung. Ökumenische Predigten (= Christentum heute, Bd. 2). Kohlhammer, Stuttgart 2002, ISBN 3-17-016824-X.

- Schritte auf dem Weg der Ökumene. Lembeck, Frankfurt am Main 2005, ISBN 978-3-87476-470-4.

- Religion - Macht - Politik. Auf der Suche nach einer zukunftsfähigen Weltordnung. Lembeck, Frankfurt am Main 2010, ISBN 978-3-87476-609-8.

- Ökumene unterwegs zwischen Kirche und Welt. Erinnerungsbericht über dreißig Jahre im Dienst der ökumenischen Bewegung (= Ökumenische Studien, Bd. 42). LIT-Verlag, Berlin/Münster 2013, ISBN 978-3-643-12376-3.